# Cerovica (Szamobor)
 Cerovica  falu Horvátországban Zágráb megyében. Közigazgatásilag Szamoborhoz tartozik.

## Fekvése
Zágrábtól 38 km-re nyugatra, községközpontjától 18 km-re nyugatra, a Zsumberk-Szamobori-hegység területén a szlovén határ mellett fekszik.

## Története
1830-ban  4 házában 40 lakos élt. 1857-ben 62, 1910-ben 73 lakosa volt. Trianon előtt Zágráb vármegye Szamobori járásához tartozott. 2011-ben 6 lakosa volt, akik mezőgazdasággal, állattartással foglalkoztak. A kaljei Szent Mihály plébániához tartoznak.

## Lakosság
| Lakosság változása | Lakosság változása | Lakosság változása | Lakosság változása | Lakosság változása | Lakosság változása | Lakosság változása | Lakosság változása | Lakosság változása | Lakosság változása | Lakosság változása | Lakosság változása | Lakosság változása | Lakosság változása | Lakosság változása | Lakosság változása |
| ------------------ | ------------------ | ------------------ | ------------------ | ------------------ | ------------------ | ------------------ | ------------------ | ------------------ | ------------------ | ------------------ | ------------------ | ------------------ | ------------------ | ------------------ | ------------------ |
| 1857               | 1869               | 1880               | 1890               | 1900               | 1910               | 1921               | 1931               | 1948               | 1953               | 1961               | 1971               | 1981               | 1991               | 2001               | 2011               |
| 62                 | 66                 | 79                 | 96                 | 71                 | 73                 | 62                 | 54                 | 37                 | 42                 | 36                 | 29                 | 16                 | 6                  | 6                  | 6                  |